# Abrahámsky park
Abrahámsky park je chráněný areál v katastrálním území obce Abrahám v okrese Galanta v Trnavském kraji na Slovensku. Území bylo vyhlášeno v roce 1983 a jeho rozloha je 10,85 hektaru. Předmětem ochrany je park založený v devatenáctém století úpravou původního lužního lesa. Nejvíce zastoupenou dřevinou v parku je dub letní (Quercus robur).